# Paul Sculfor
Paul Sculfor (Upminster, 1º febbraio 1971) è un modello inglese.

## Biografia
Nato a Upminster, Sculfor è stato boxeur e muratore, prima di intraprendere la carriera di modello. Dopo aver studiato recitazione con il metodo Meisner all'Actors Temple di Londra sotto la guida di Tom Radcliffe, ottiene popolarità internazionale grazie ad uno spot della Levi's. Ha anche lavorato per importanti brand dell'alta moda mondiale come Christian Dior, Moschino, Aeffe e Jean Paul Gaultier.
Ha avuto una relazione con Jennifer Aniston, ed una con Cameron Diaz, documentate da diversi media.
Con Alessia Piovan, nel 2009, affianca Paolo Bonolis e Luca Laurenti nella conduzione della prima serata del Festival di Sanremo. Nello stesso anno è uscito il film horror Psychosis di Reg Traviss, in cui sarà protagonista al fianco di Charisma Carpenter.

## Agenzie
- NEXT Model Management - New York, Vienna
- LA Models - Los Angeles
- Select Model Management - Londra